# Dolný Lieskov
Dolný Lieskov (in ungherese Alsómogyoród) è un comune della Slovacchia facente parte del distretto di Považská Bystrica, nella regione di Trenčín.